# Crassochrysa aculeata
Crassochrysa aculeata är en insektsart som först beskrevs av Bo Tjeder 1966.  Crassochrysa aculeata ingår i släktet Crassochrysa och familjen guldögonsländor. Inga underarter finns listade i Catalogue of Life.